# Maria Novolodskaya
Maria Novolodskaya, née le 28 juillet 1999 à Novgorod, est une coureuse cycliste russe.
En 2016, elle remporte le championnat du monde de poursuite juniors et bat à cette occasion le record du monde des 2 000 mètres dans cette catégorie.

## Biographie
Maria Novolodskaya a grandi avec onze frères et sœurs. En plus de sa carrière de cycliste, elle étudie dans une université à Saint-Pétersbourg.
En raison de l'invasion de l'Ukraine par la Russie, les athlètes de son pays ne sont plus autorisés à courir dans les compétitions internationales à partir de 2022. À partir du 1er juin 2023, les cyclistes russes sont de nouveau autorisés à courir par l'UCI, cependant Novolodskaya fait partie des trois athlètes qui ne sont pas éligibles, car ils ne répondent pas aux exigences de neutralité dans la guerre en Ukraine.

## Palmarès sur piste

### Jeux olympiques
- Tokyo 2020
  -  Médaillée de bronze de la course à l'américaine
  - 15e de l'omnium

### Championnats du monde
- Aigle 2016
  -  Championne du monde de poursuite juniors
- Montichiari 2017
  -  Médaillée d'argent de la course aux points juniors
  -  Médaillée d'argent de l'américaine juniors
- Apeldoorn 2018
  - 5e de l'américaine
- Pruszków 2019
  - 6e de l'américaine

### Championnats d'Europe
| Édition / Épreuve                 | Poursuite individuelle | Poursuite par équipes | Américaine            | Omnium |
| Montichiari 2016 (juniors)        | Argent                 |                       |                       |        |
| Anadia 2017 (juniors)             | Argent                 | Bronze                | Argent                | Bronze |
| Aigle 2018 (espoirs)              |                        |                       | Or (avec Klimova)     |        |
| Gand 2019 (espoirs)               | Bronze                 |                       | Bronze                |        |
| Fiorenzuola d'Arda 2020 (espoirs) |                        |                       |                       | Or     |
| Plovdiv 2020                      |                        |                       | Argent (avec Klimova) | Bronze |

### Jeux européens
| Édition / Épreuve | Course à l'américaine |
| Minsk 2019        | Bronze                |

### Championnats nationaux
- Championne de Russie de l'américaine en 2017, 2020 et 2021
- Championne de Russie de poursuite en 2019 et 2021
- Championne de Russie d'omnium en 2020
- Championne de Russie de vitesse par équipes en 2021

## Palmarès sur route

### Par année
- 2018
  - Enfer du Chablais
  - 2e du Tour of Eftalia Hotels and Velo Alanya
  - 2e du Grand Prix Fémin'Ain d'Izernore
  - 3e de la Gracia Orlová
  - 4e du championnat d'Europe du contre-la-montre espoirs
  - 6e du championnat d'Europe sur route espoirs
- 2019
  - 2e du Grand Prix Gazipaşa
  - 2e du championnat d'Europe du contre-la-montre espoirs
  - 3e du Grand Prix Alanya
  - 3e de Gracia Orlová
- 2020
  - Grand Prix Mount Erciyes 2200 mt
  - Grand Prix World's Best High Altitude
  - 2e du championnat de Russie du contre-la-montre
- 2021
  - 3e du Grand Prix Velo Alanya
  - 3e du Grand Prix Gündoğmuş
  - 10e du championnat d'Europe du contre-la-montre espoirs
- 2023
  - 3e du championnat de Russie du contre-la-montre

### Classements mondiaux
| Année                                 | 2018 | 2019 | 2020 | 2021 | 2022  | 2023 |
| ------------------------------------- | ---- | ---- | ---- | ---- | ----- | ---- |
| Classement UCI                        | 99e  | 101e | 69e  | 113e | 1155e | 855e |
| UCI World Tour                        | 101e | 181e | 113e | 74e  | nc    | 250e |
|                                       |      |      |      |      |       |      |
| Légende : nc = non classéSource : UCI |      |      |      |      |       |      |